# Hogue, Inc.
A Hogue, Inc., é uma empresa Norte americana que fabrica e distribui acessórios para armas de fogo e produtos relacionados. Fundada em 1968 na Califórnia, hoje em dia está sediada em Henderson, Nevada, a empresa é mais conhecida por suas empunhaduras de pistola.